# Comércio (Salvador)
O Comércio é um bairro de Salvador, capital do estado brasileiro da Bahia. Primeiro bairro de negócios organizado do país, abriga um dos principais centros financeiros e de serviços da capital baiana. No entanto, o bairro sofreu um período de estagnação no início dos anos 80, com a migração das empresas para a região do Iguatemi, só recuperando sua posição no período recente.

## Localização e acesso

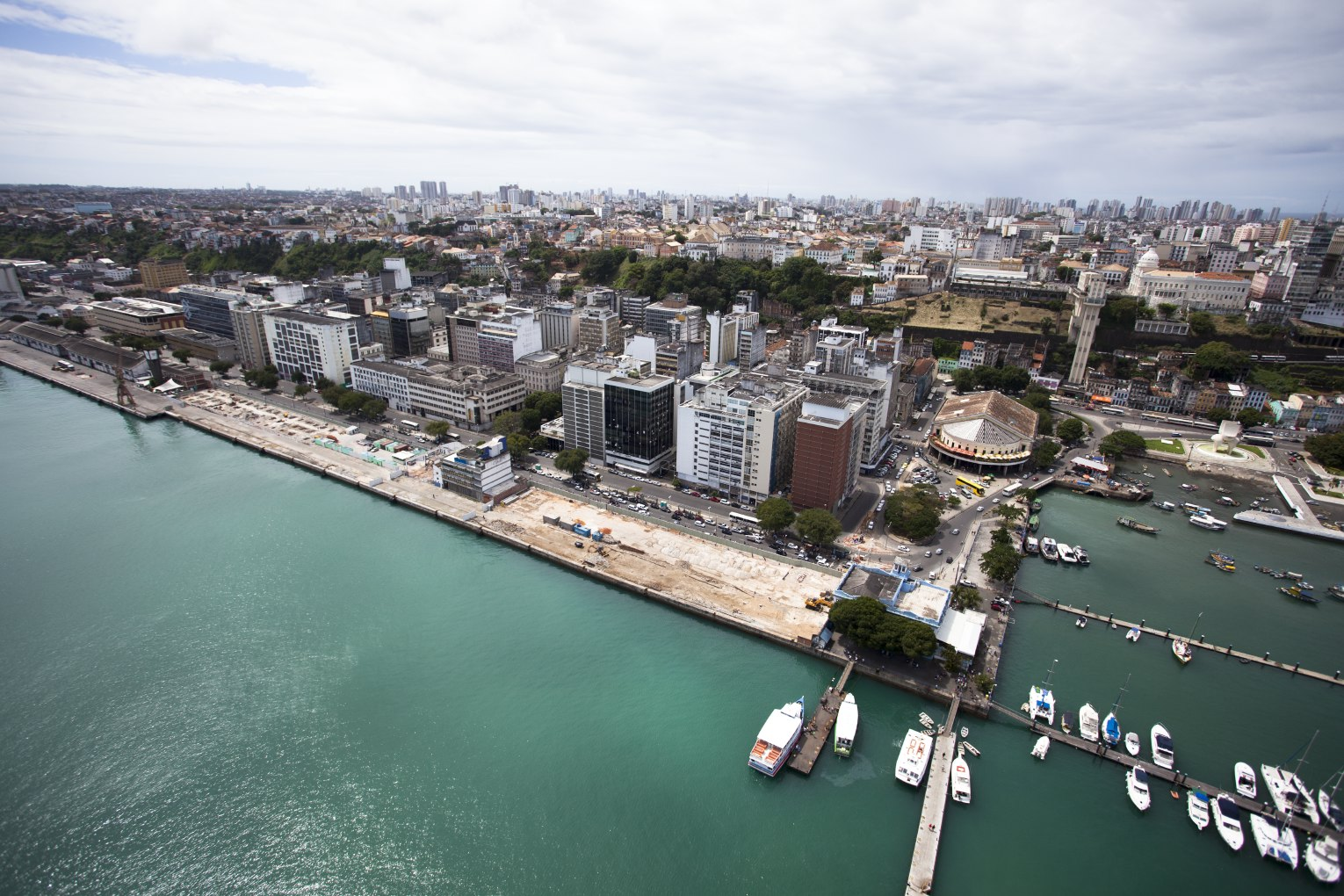
Vista aérea do Porto de Salvador e bairro do Comércio, em Salvador.

O Comércio situa-se na região limítrofe ao Porto de Salvador, junto à Baía de Todos os Santos, na Cidade Baixa. Faz limite com a Baía, a oeste; com Sé, Pelourinho e o Pilar, a leste; com Santa Tereza a sul e com Água de Meninos, ao norte.
Três logradouros, paralelas ao Porto, cortam o bairro: Avenida da França (onde está o Terminal da França, para ônibus urbanos), a Avenida Estados Unidos e a Rua Miguel Calmon. As três são confluentes ao sul com a Avenida Lafayete Coutinho que, assim como a Ladeira da Montanha (antiga zona de prostituição), ligam o bairro à Cidade Alta. Assim, o bairro conecta a Cidade Alta aos bairros da Península Itapagipana e do Subúrbio Ferroviário.

## História
Boa parte do Comércio foi fruto de aterro feito sobre a Baía. No local onde foi erguido o Mercado Modelo, originalmente, as suas fundações ficavam dentro d'água.

## Instalações e monumentos
Ali estão localizados, além do Porto, o Forte de São Marcelo, o Centro Náutico da Bahia, a Capitania dos Portos, o Mercado do Ouro (ou Cais do Ouro), Museu do Cacau, a estação inferior do Plano Inclinado Gonçalves, a Basílica de Nossa Senhora da Conceição da Praia. Na Praça Visconde de Cairu, fica um importante monumento em fibra de vidro do artista Mário Cravo, a Fonte da Rampa do Mercado (ou Monumento à Cidade de Salvador), o Mercado Modelo e a estação inferior do Elevador Lacerda.
Sedia também diversas empresas e órgãos públicos, como a Junta Comercial do Estado da Bahia (Juceb), a Alfândega do Porto de Salvador, a sede do Instituto Nacional do Seguro Social (INSS) na Bahia, a sede do Banco do Brasil na Bahia, a sede do Bradesco na Bahia, a sede do Citibank na Bahia, a sede do 2º Distrito Naval da Marinha do Brasil, o Hospital Naval de Salvador da Marinha do Brasil e várias instituições de ensino superior. Além de diversos prédios históricos.

## Demografia
Foi listado como um dos bairros mais perigosos de Salvador, segundo dados do Instituto Brasileiro de Geografia e Estatística (IBGE) e da Secretaria de Segurança Pública (SSP) divulgados no mapa da violência de bairro em bairro pelo jornal Correio em 2012. Ficou entre os mais violentos em consequência da taxa de homicídios para cada cem mil habitantes por ano (com referência da ONU) ter alcançado o nível mais negativo, com o indicativo de "mais que 90", sendo um dos piores bairros na lista.